# Овчаренко Іван Тихонович
Іва́н Тихонович Овчаре́нко (нар. 16 (29) грудня 1909 — пом. 21 жовтня 1943) — радянський військовик часів Другої світової війни, командир 2-го стрілецького батальйону 1144-го стрілецького полку 340-ї стрілецької дивізії (38-ма армія, Воронезький фронт), капітан. Герой Радянського Союзу (1944).

## Життєпис
Народився 16(29) грудня 1909 року в селі Калачівці, нині Онуфріївського району Кіровоградської області в селянській родині. Українець.
У 1919 році разом з батьками переїхав до Кривого Рогу, де навчався в школі, на робітфаці, працював у рудничій лікарні. У 1931 році обраний секретарем комсомольської організації рудника імені В. І. Леніна. У 1933 році призваний до лав РСЧА. Після демобілізації в 1935 році — знову на комсомольській роботі. З 1936 року — другий секретар Криворізького міськкому ЛКСМУ. Член ВКП(б) з 1937 року. У 1938 році призначений секретарем Дзержинського райкому КП(б)У, у 1939 році — інструктором Тернопільського обкому КП(б)У з кадрів.
З початком німецько-радянської війни в складі партійного активу евакуйований до Воронезької області. З 1941 року — слухач Військово-політичної академії імені В. І. Леніна. З травня 1942 року старший політрук І. Т. Овчаренко — в діючій армії. Воював на Західному і Воронезькому фронтах.
Особливо відзначився під час битви за Дніпро. В ніч з 1 на 2 жовтня 1943 року під нищівним артилерійським вогнем супротивника на рибальських човнах організовано, вміло і без втрат переправив свій підрозділ на правий беріг Дніпра. Раптовим сміливим кидком відкинув ворога на 2 кілометри західніше Дніпра, чим сприяв вдалому і швидкому форсуванню річки іншими підрозділами полку. Долаючи спротив супротивника, сміливим маневром оволодів лісовим масивом і сильно укріпленим вузлом спротиву ворога — висотою 109,4. Завдяки вмілому керівництву підрозділом перерізав шосейний шлях Лютіж — Демидів, вибив німців зі смуги лісу західніше села Лютіж і, форсувавши річку Ірпінь, зі своїм батальйоном оволодів селом Синяк. Всього за період з 2 по 10 жовтня 1943 року стрілецький батальйон під командуванням капітана І. Т. Овчаренка з боями просунувся вперед більше, ніж на 15 кілометрів, тим самим створивши плацдарм для вирішального наступального удару на Київ. Загинув у бою 21 жовтня 1943 року, відбиваючи ворожу атаку піхоти при підтримці танків.
Похований у братській могилі в селі Синяк Вишгородського району Київської області.

## Нагороди
Указом Президії Верховної Ради СРСР від 10 січня 1944 року за зразкове виконання бойових завдань командування на фронті боротьби з німецькими загарбниками та виявлені при цьому відвагу і героїзм, капітанові Овчаренку Івану Тихоновичу присвоєне звання Героя Радянського Союзу (посмертно).
Також був нагороджений медаллю «За відвагу» (12.09.1943).